# Светско првенство у атлетици у дворани 2001 — бацање кугле за жене
Бацање кугле у женској конкуренцији на 8. Светском првенству у атлетици у дворани 2001. одржано је 10. марта у Атлантском павиљону у Лисабону (Португалија).
Титулу освојену у Маебаши 1999. бранила је Светлана Кривелева из Русије.

## Земље учеснице
Учествовала је 13 такмичарки из 8 земаља.
1. Белорусија (2)
2. Италија (2)
3. Кина (2)
4. Куба (1)
5. Немачка (2)
6. Русија (2)
7. Украјина (1)
8. Холандија (1)

## Освајачи медаља
| Освајачи медаља  |                  |                    |  |  |  |  |
|                  |                  |                    |  |  |  |  |
|                  |                  |                    |  |  |  |  |
|                  |                  |                    |  |  |  |  |
| Лариса Пелешенко | Надзеја Астапчук | Светлана Кривељова |  |  |  |  |
| Русија           | Белорусија       | Русија             |  |  |  |  |

## Рекорди
14. март 2001.
| Рекорди пре почетка Светског првенства 2001. | Рекорди пре почетка Светског првенства 2001. | Рекорди пре почетка Светског првенства 2001. | Рекорди пре почетка Светског првенства 2001. | Рекорди пре почетка Светског првенства 2001. | Рекорди пре почетка Светског првенства 2001. |
| -------------------------------------------- | -------------------------------------------- | -------------------------------------------- | -------------------------------------------- | -------------------------------------------- | -------------------------------------------- |
| Светски рекорд                               | 22,50                                        | Хелена Фибингерова                           | Чехословачка                                 | Јаблонец, Чехословачка                       | 19. фебруар 1977.                            |
| Рекорд светских првенстава                   | 20,54                                        | Суј Шинмеј                                   | Кина                                         | Севиља, Шпанија                              | 10. март 1991.                               |
| Најбољи резултат сезоне                      | 20,12                                        | Лариса Пелешенко                             | Русија                                       | Москва, Русија                               | 17. фебруар 2001.                            |
| Европски рекорд                              | 22,50                                        | Хелена Фибингерова                           | Чехословачка                                 | Јаблонец, Чехословачка                       | 19. фебруар 1977.                            |
| Северноамерички рекорд                       | 19,83                                        | Ramona Pagel                                 | Сједињене Државе                             | Инглвуд, САД                                 | 20. фебруар 1987.                            |
| Јужноамерички рекорд                         | 18,33                                        | Елисанжела Адријано                          | Бразил                                       | Пиреј, Грчка                                 | 24. фебруар 1999.                            |
| Афрички рекорд                               |                                              |                                              |                                              |                                              |                                              |
| Азијски рекорд                               | 21,10                                        | Ли Мејсу                                     | Кина                                         | Пекинг, Кина                                 | 3. март 1990.                                |
| Океанијски рекорд                            |                                              |                                              |                                              |                                              |                                              |

## Најбољи резултати у 2001. години
Пет најбољих атлетичарки године у бацању кугле у дворани пре почетка првенства (10. марта 2001), имале су следећи пласман.
| 1. | Лариса Пелешенко   | Русија  | 20,12 | 17. фебруар |
| 2. | Светлана Кривељова | Русија  | 19,64 | 27. јануар  |
| 3. | Људмила Сечко      | Русија  | 19,29 | 5. јануар   |
| 4. | Јумилеиди Кумба    | Куба    | 19,10 | 18. фебруар |
| 5. | Надин Клајнерт     | Немачка | 19,05 | 16. фебруар |

Такмичарке чија су имена подебљана учествују на СП 2001.

## Сатница
| Датум          | Време | Ниво   |
| -------------- | ----- | ------ |
| 10. март 2001. | 16:15 | Финале |

## Резултати

### Финале
Такмичење је одржано 10. марта 2001. године у 16:15.,,
| Пласман | Атлетичарка                 | Земља        | ЛР     | ЛРС   | #1    | #2    | #3    | #4    | #5    | #6    | Резултат | Белешке |
| ------- | --------------------------- | ------------ | ------ | ----- | ----- | ----- | ----- | ----- | ----- | ----- | -------- | ------- |
|         | Лариса Палешченко           | Русија       | 21,46о | 20,12 | 18,87 | 19,15 | 19,52 | x     | 19,51 | 19,84 | 19,84    |         |
|         | Надзеја Астапчук            | Белорусија   | 19,13  | 18,35 | 19,02 | 19,07 | 19,24 | x     | 19,23 | x     | 19,24    | ЛР      |
|         | Светлана Кривељова          | Русија       | 21,06о | 19,64 | 18,88 | x     | 19,18 | x     | 18,85 | x     | 19,18    |         |
| 4.      | Надин Клајнерт              | Немачка      | 19,81о | 19,05 | 17,69 | 18,54 | 18,87 | x     | x     | x     | 18,87    |         |
| 5.      | Јумилеиди Кумба             | Куба         | 19,48о | 19,10 | 18,19 | 18,61 | x     | 18,56 | x     | x     | 18,61    |         |
| 6.      | Катажина Жакович            | Пољска       | 19,28о | 18,26 | 18,59 | 17,75 | 18,59 | x     | 18,34 | 18,40 | 18,59    | ЛР      |
| 7.      | Ченг Сјаојен                | Кина         | 20,02о | 18,10 | 18,22 | x     | 17,84 | x     | 17,65 | 17,51 | 18,22    |         |
| 8.      | Кристина Забавска           | Пољска       | 19,42о | 18,10 | 16,91 | 17,98 | 18,00 | x     | 17,17 | 18,12 | 18,12    | ЛРС     |
| 9.      | Јанина Карољчук-Правалинска | Белорусија   | 20,56о | 17,81 | 17,52 | 17,38 | x     |       |       |       | 17,52    |         |
| 10.     | Кони Прајс-Смит             | САД          | 19,60о | 18,35 | 17,09 | 17,41 | x     |       |       |       | 17,41    |         |
| 11.     | Lee Myung-sun               | Јужна Кореја | 19,36о |       | 17,09 | x     | 17,07 |       |       |       | 17,09    |         |
| 12.     | Ју Син                      | Кина         | 19,32о |       | 14,55 | x     | x     |       |       |       | 14,55    |         |